# Kirinbryggeriet

Kirinbryggeriet (麒麟麦酒株式会社, Kirin Bīru Kabushiki-gaisha) är ett japanskt bryggeri som ingår i Mitsubishikoncernen. Bolaget grundades 1907 i Yokohama.
Vid sidan av öl tillverkar företaget, eller dotterbolag till företaget, också whisky, läsk samt en del matprodukter och läkemedel. Ordet kirin syftar på det mytologiska djuret qilin, vilket ibland återspeglas i marknadsföringen.